# Abronia salvadorensis
Abronia salvadorensis là một loài thằn lằn trong họ Anguidae. Loài này được Hidalgo mô tả khoa học đầu tiên năm 1983.